# Список вооружений Корейской войны 1950—1953

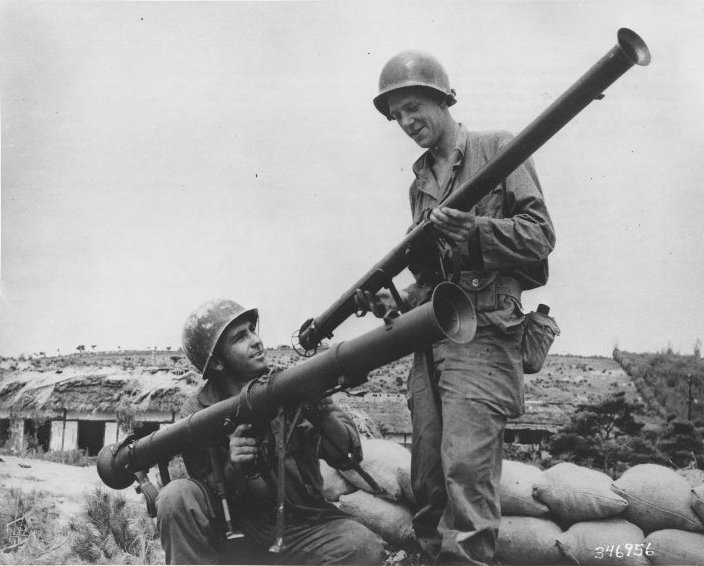
M9A1 Базука и M20 Супер Базука

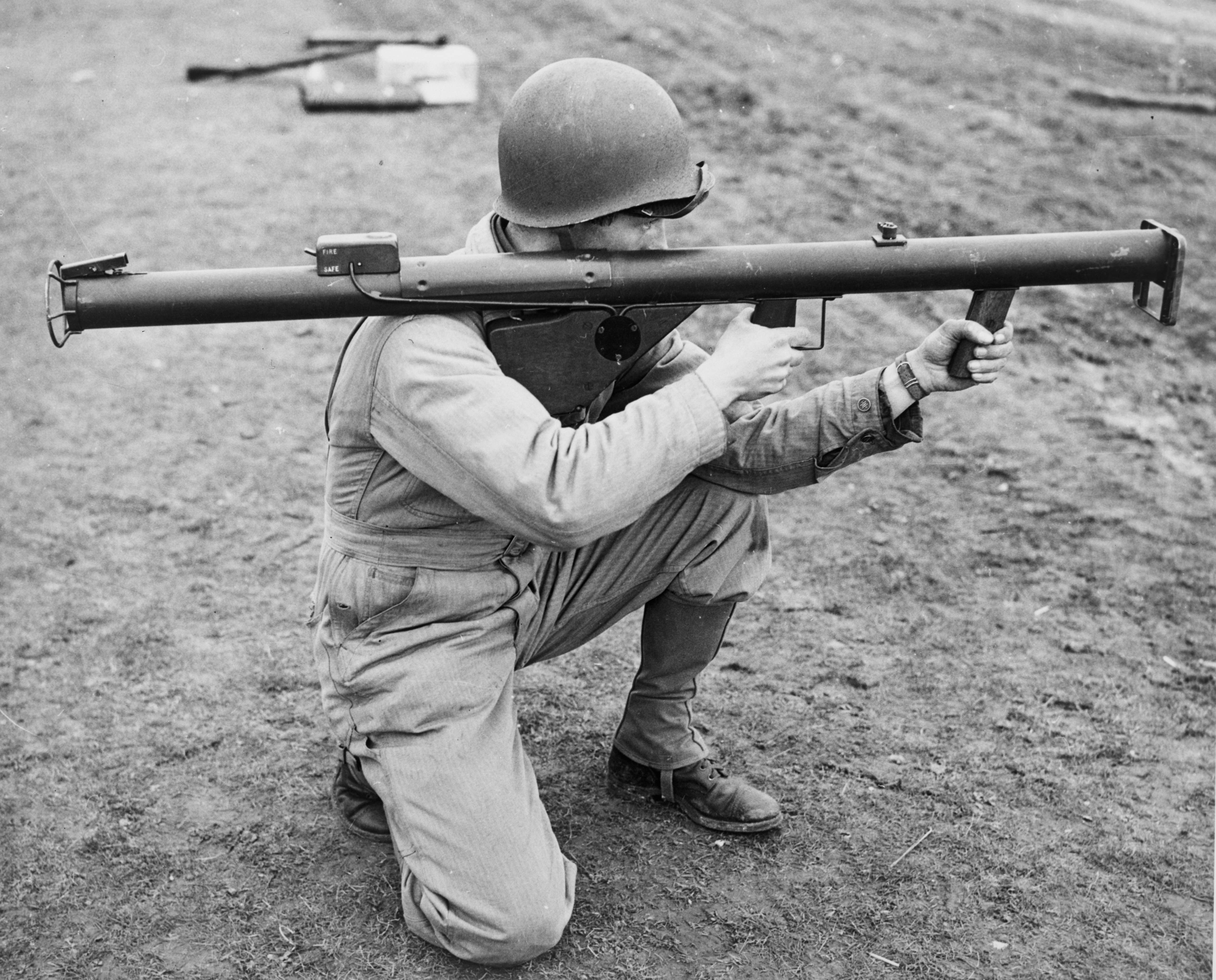

В данном списке по типам перечислены ручное оружие, наземная техника и авиация, применявшиеся воюющими сторонами в ходе Корейской войны 1950—1953 годов. Для сил ООН указаны вооружения составлявших их основу войск США и Британского Содружества; контингенты других стран в некоторых случаях использовали оружие национального производства, но в большинстве случаев имели американское снаряжение. 
В состав «коммунистических сил» входили Северная Корея и Китай. СССР официально в данной войне участия не принимал, однако являлся значительным поставщиком вооружения для КНДР и Китая, а также отправил туда военных советников и ограниченный состав летчиков и солдат ПВО. Кроме японского (оставшегося от японской оккупации Кореи и Китая) и советского вооружения, «коммунистические силы», особенно Китай, имели, также некоторое американское вооружение и снаряжение, оставшееся от поставок по Ленд-лизу Китаю, а также незначительное количество немецкого вооружения, (в основном стрелкового), которое имелось на военных складах в значительном количестве и в самом СССР и в Чехословакии, (где его некоторые виды производили во время германской оккупации) и поставлялось в Корею через СССР и Китай. 

## Ручное оружие

### Пистолеты

#### Силы ООН

##### США
- Кольт M1911А1;
- Смит-Вессон M1917;

##### Британское Содружество
- Браунинг GP35;
- Энфилд 1904;
- Webley Мк.4;

#### Коммунистические силы
- Намбу Тип 14;
- Маузер К96;
- револьвер системы Нагана обр. 1895/30гг.;
- пистолет Токарева ТТ-33;
- Тип 51;

### Винтовки

#### Силы ООН

##### США
- Спрингфилд M1903A4;
- M1 Garand;
- карабины М1 и M1A1;
- M2 карабин;

##### Британское Содружество
- Ли-Энфилд Мк.5;
- Ли-Энфилд No.4;
- карабин No.5;

#### Коммунистические силы
- Мэйдзи Тип 38;
- Тype 99;
- винтовка Мосина обр.1891/30 гг.;
- карабин обр.1944 г.;
- ПТРД обр.1941 г.;
- ПТРС обр.1941 г.;
- Самозарядная винтовка Токарева СВТ-40
- Самозарядный карабин Симонова

### Автоматическое оружие

#### Силы ООН

##### США
- Браунинг М1918А2;
- М3А1
- Томпсон М1928А1;
- Томпсон М1А1

##### Британское Содружество
- Austen;
- Оуэн М1941;
- STEN Мк.5;

#### Коммунистические силы
- Type 50;
- Type 100;
- ППШ обр.1941 г.;
- ППС обр.1943 г.;

### Пулемёты

#### Силы ООН

##### США
- Браунинг M1917
- Браунинг M1919A4
- Браунинг M2HB

##### Британское Содружество
- Bren Мк.3;
- Виккерс;

#### Коммунистические силы
- Тип 53;
- Тип 92;
- Тип 96;
- Пулемёт Дегтярёва ДП-27;
- ДПМ;
- Пулемёт РП-46;
- Танковый пулемёт ДТ-29;
- СГ-43;
- Пулемёт Максим обр. 1910/30;
- ДШК

### Ручные и винтовочные гранаты

#### Силы ООН

##### США
- Mк.2А1 (осколочная);
- Мк.3А2 (осколочная);
- Mk.I (осветительная);
- M9A1 (противотанковая ружейная);
- M17A1 (осветительная ружейная);
- M18A1 (осветительная ружейная);

##### Британское Содружество
- № 36* (осколочная);
- № 75 граната Хоукинса (противотанковая);

#### Коммунистические силы
- Граната Ф-1 (осколочная);
- РГ-42 (осколочная);
- РГД-33 (осколочная);
- РПГ-43 (противотанковая ручная);

### Безоткатные орудия

#### Силы ООН
- Базука М9А1;
- М20 Супербазука;
- 57 мм безоткатное орудие М18А1;
- 75-мм безоткатное орудие М-20;

## Артиллерия

### Артиллерийские орудия

#### Силы ООН

##### США
- 37 мм зенитное орудие М1;
- 57 мм М1;
- 90 мм М1;
- 105-мм гаубица M101;
- 155 мм гаубица-пушка М1/М2;
- 203-мм гаубица М115;

##### Британское содружество
- 6-фт Мк.4;
- 25-фт ,,Орднанс,, Мк.1;

#### Коммунистические силы
- 45 мм противотанковая М-42;
- 57 мм противотанковая ЗИС-2;
- 76,2 мм дивизионная ЗИС-3;
- 76,2 мм полковая пушка обр.1943 г.;
- 76,2 мм противотанковая УСВ обр.1939 г.;
- 85 мм зенитная пушка КС-12 (52-к);
- 122-мм гаубица образца 1938 года (М-30);
- 152 мм гаубица-пушка МЛ-20;

### Миномёты

#### Силы ООН

##### США
- 60 мм М19;
- 81 мм М1;
- 81 мм М29;
- 106,7 мм М30;

##### Британское Содружество
- 2-дюймовый миномёт ;
- 3-дм ,,Орднанс,, ML;

#### Коммунистические силы
- 82-мм миномёт БМ-37 обр.1937 г.;
- 82 мм миномет обр.1943 г.;
- 120 мм тяжелый миномет обр.1943 г.;

## Наземная техника

### Танки

#### Силы ООН

##### США
- M24 Чаффи (лёгкий танк);
- Шерман М4А3 (средний танк);
- М4А3Е8 Генерал Шерман (тяжелый танк);
- M26 Першинг (тяжелый танк);
- М46 Паттон;

##### Британское Содружество
- Крейсерский танк Кромвель;
- Центурион (средний танк);
- Пехотный танк Черчилль Мк.4;

#### Коммунистические силы
- Средний танк Т-34-85
- ИС-2(применялся китайскими войсками)

### Другая техника

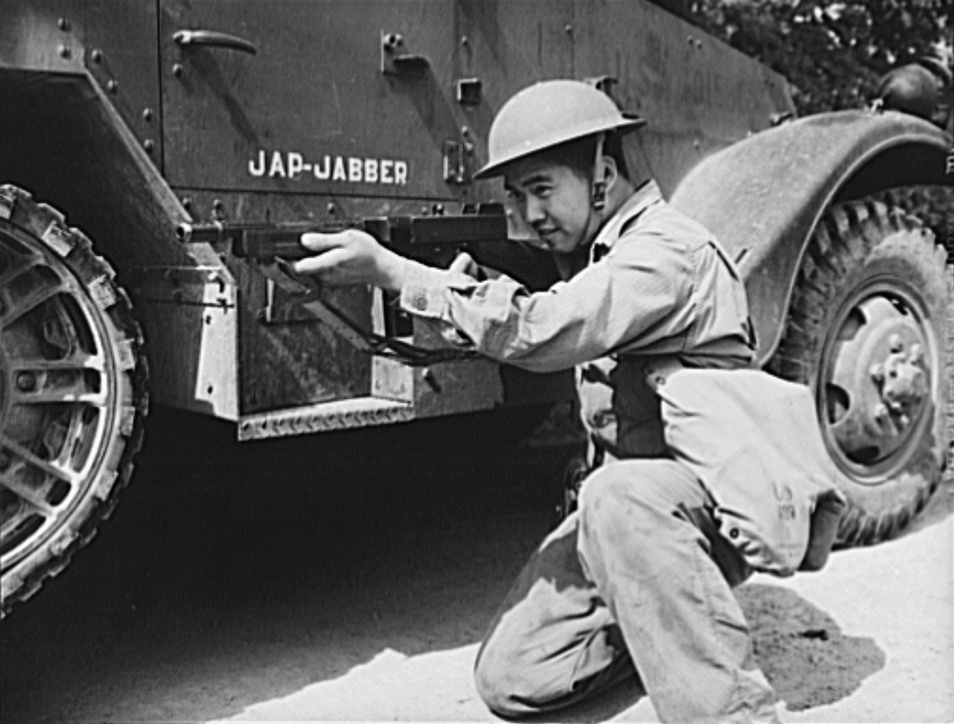
M3 (бронетранспортёр)

#### Силы ООН
- M7 «Прист» (105 мм самоходная гаубица)
- M36B2
- M46 (203 мм самоходная гаубица)
- M49 (155 мм самоходное орудие)
- M52 (105 мм самоходная гаубица)
- M44 (155 мм самоходное орудие)
- ЗСУ M19
- Сэкстон (25-фт самоходная гаубица)
- M8 Грейхаунд(бронеавтомобиль)
- М3A1 (бронетранспортер)
- M39 (бронетранспортёр)
- M75 (бронетранспортёр)
- Universal Carrier

#### Коммунистические силы
- Бронеавтомобиль БА-64Б
- СУ-76М (76,2 мм самоходное орудие)
- ИСУ-122 (122 мм самоходная артустановка)
- ГАЗ-67
- ЗИС-151
- ЗИС-5 (в ограниченном количестве)

## Авиация

### Самолёты

#### Силы ООН

##### США

###### Истребители
- Chance Vought F4U780 Corsair
- Grumman F7F Tigercat
- North American P-51 Mustang
- North American F-82 Twin Mustang
- McDonnell F2H Banshee
- Douglas F3D Skyknight
- Grumman F9F Panther
- Lockheed F-80 Shooting Star
- Republic F-84 Thunderjet
- North American F-86 Sabre
- Lockheed F-94 Starfire

###### Штурмовики
- Douglas A-1 Skyraider
- Grumman AF Guardian
- Chance Vought F4U Corsair
- North American P-51 Mustang
- Grumman TBF Avenger

###### Бомбардировщики
- Douglas B-26 Invader
- Boeing B-29 Superfortress

###### Транспортные/вспомогательные самолёты
- Beechcraft Model 18
- Curtiss-Wright C-46 Commando
- Douglas C-47 Skytrain
- Douglas C-54 Skymaster / R5D
- Fairchild C-119 Flying Boxcar
- Дуглас C-124 Глоубмастер II
- Grumman TBF Avenger

###### Связные/наблюдательные/разведывательные самолёты
- Пайпер L-4 Грэссхоппер
- Стинсон L-5 Сентинел
- Aeronca Champion
- Норт Америкэн/Райан L-17 Нэвион
- Сессна-L-19 Бёрд Дог
- Де Хэвиллэнд Канада L-20 Бивер
- McDonnell F2H Banshee
- Chance Vought F4U Corsair
- Грумман F9F-2P Пантера
- Боинг RB-17 Флаинг Фортресс
- Дуглас RB-26 / WB-26 Инвэйдер
- Боинг RB-29 / WB-29 Суперфортресс
- Норт Америкэн RB-45 Торнадо
- Боинг RB-50 Суперфортресс
- Норт Америкэн T-6 / LT-6 Тексан
- Норт Америкэн RF-51 Мустанг
- Локхид RF-80 Шутинг Стар
- Норт Америкэн RF-86 Сэйбр

###### Патрульные/поисково-спасательные самолёты
- Консолидэйтед OA-10 Каталина
- Мартин PBM-5 Маринер
- Локхид P2V Нептун
- Консолидэйтед P4Y Приватир
- Боинг SB-17 Флаинг Фортресс
- Боинг SB-29 Суперфортресс
- Грумман SA-16 Альбатрос

###### Самолёты-танкеры
- Боинг KB-29 Суперфортресс

##### Южная Корея

###### Истребители
- Норт Америкэн F-51 Мустанг

###### Штурмовики
- Норт Америкэн F-51 Мустанг
- Норт Амеркэн T-6 Тексан

Транспортные самолёты
- Дуглас Дакота / C-47 Скайтрэйн

Связные/наблюдательные/разведывательные самолёты
- Пайпер L-4 Грэссхоппер
- Стинсон L-5 Сентинел
- Аэронка L-16 Грэссхоппер
- Норт Америкэн/Райан L-17 Нэвион
- Сессна-L-19 Бёрд Дог
- Норт Амеркэн T-6 Тексан

##### Британское Содружество

###### Истребители
- Супермарин Сифайр (Великобритания)
- Фэйри Файрфлай (Великобритания, Австралия)
- North American P-51 Mustang (Австралия, Южная Африка)
- Глостер Метеор (Австралия)
- North American F-86 Sabre (Южная Африка)

###### Штурмовики
- Фэйри Файрфлай (Великобритания, Австралия)
- Хокер Си Фьюри (Великобритания, Австралия)

Связные/наблюдательные/разведывательные самолёты
- Остер AOP-6 (Великобритания)
- Сессна-L-19 Бёрд Дог (Великобритания)

Патрульные/поисково-спасательные самолёты
- Шорт S.25 Сандерлэнд (Великобритания)
- Супермарин Си Оттер (Великобритания)

Транспортные самолёты
- Дуглас Дакота / C-47 Скайтрэйн (Австралия)
- Дуглас C-54 Скаймастер (Канада)

#### Коммунистические силы
Истребители
- Яковлев Як-9
- Лавочкин Ла-7
- Лавочкин Ла-9
- Лавочкин Ла-11
- Микоян и Гуревич МиГ-15

###### Штурмовики
- Ильюшин Ил-10

###### Бомбардировщики
- Поликарпов По-2
- Туполев Ту-2
- Яковлев Як-18

###### Транспортные самолёты
- Антонов Ан-2
- Лисунов Ли-2
- Яковлев Як-12
- Ильюшин Ил-12

### Вертолёты

#### Силы ООН

##### США
- Сикорский H-5
- Белл H-13
- Сикорский H-19 Чикасоу
- Хиллер OH-23 Рэйвен